# Calliostoma iridium
Calliostoma iridium is een slakkensoort uit de familie van de Calliostomatidae. De wetenschappelijke naam van de soort is voor het eerst geldig gepubliceerd in 1896 door Dall.